# Zhi Qian
Zhi Qian (zm. 252; chiń. upr. 支谦; chiń. trad. 支謙; pinyin Zhī Qiān; kor. 지겸 Chigyŏm; jap. Shiken; wiet. Chi Khiêm) – świecki buddysta, tłumacz sutr i innych tekstów.

## Życiorys
Pochodził w państwa Kuszanów, o czym świadczy element jego nazwiska - Zhi, będący skrótem od Yuezhi, określającym ten rejon Azji Środkowej. Był, w zależności od źródła, synem lub wnukiem imigranta z Azji Środkowej i urodził się na północy Chin.
Jeszcze w dzieciństwie został uczniem Zhi Lianga, który był uczniem misjonarza buddyjskiego i tłumacza Lokakszemy, również pochodzącego z Yuezhi. Jednak w związku ze schyłkiem dynastii Han i chaosem na północnych terenach Chin, Zhi Qian wraz z kilkudziesięcioma pobratymcami przeniósł się na południe do państwa Wu. Najpierw osiadł w Wuchang, a po 229 roku w Jianye (dzisiejszym Nankinie).
Według jego biografii znajdującej się w pracy Sengyou Chu sanzang ji ji z 518 roku, król państwa Wu Sun Quan powierzył mu wychowanie syna Sun Hao. 
W państwie Wu zabronione było przyjmowanie obcej religii i obywatel państwa nie mógł zostać mnichem buddyjskim. Jednak ponieważ Zhi Qian był człowiekiem świeckim i obcego pochodzenia tolerowano go.
Zhi Qian rozpoczął tłumaczenia sutr jeszcze będąc na północy w Luoyangu, w roku 222. Jednak zdecydowana większość tłumaczeń powstała na południu. Do dziś zachowało się ponad 25 jego tłumaczeń. Zakres ich był bardzo szeroki, zawierał zarówno teksty związane z mahajaną jak i teksty niemahajanistyczne. Są więc liczne sutry Agama Pitaki z kanonu palijskiego, dzieła dydaktyczne (np. wersja Dharmapady i Arthapada (odpowiadająca palijskiemu tekstowi Aṭṭhakavagga), biografia Buddy i kilka sutr mahajany (Vimalakīrtinirdeśa, Aṣṭasāhasrikā-prajñāpāramitā, wczesna wersja sutry, która później stanie się Sutrą Awatamsaki, Większa Sukhāvatīvyūha)
Pod koniec swojego życia stał się upasaką po przyjęciu pięciu wskazań buddyjskich i zamieszkał w górskim klasztorze. To, że mógł zostać upasaką, zawdzięczać mógł innemu imigrantowi z Sogdiany - mnichowi Kang Senghui.